# Alfons Gärtner
Alfons Gärtner SVD (* 17. November 1908 in Dillingen/Saar; † 17. Mai 1938 in der Provinz Shandong, China) war ein deutscher römisch-katholischer Geistlicher,  Steyler Missionar und Märtyrer.

## Leben
Alfons Gärtner trat nach dem Abitur am 1. Mai 1929 bei den Steyler Missionaren ein und wurde am 21. September 1935 zum Priester geweiht. Zusammen mit seinem älteren Bruder Josef reiste er 1936 in die China-Mission im Süden der Provinz Shandong. Ab Januar 1938 sorgte das Vorrücken der Japaner für instabile Verhältnisse. Im Mai wurde er von einheimischen Partisanen erschossen.

## Gedenken
Die Römisch-katholische Kirche in Deutschland nahm Pater Alfons Gärtner als Märtyrer in das deutsche Martyrologium des 20. Jahrhunderts auf.